# Danyło Husar Struk
Danyło Jewstachijowycz Husar Struk (ukr. Данило Євстахійович Гузар-Струк, ur. 5 kwietnia 1940 we Lwowie, zm. 19 czerwca 1999 w Monachium) – ukraiński poeta, krytyk literacki, literaturoznawca, redaktor anglojęzycznej Encyklopedii Ukrainy. Czołowy działacz Towarzystwa Naukowego im. Szewczenki w Europie. Zagraniczny członek NAN Ukrainy.

## Życiorys
Studiował na Uniwersytecie Harvarda (USA) oraz Uniwersytecie Alberty (Kanada).
W 1970 roku otrzymał tytuł doktora filozofii Uniwersytetu Torontońskiego i obronił pracę doktorską na temat Wasyla Stefanyka. Wykładał na Uniwersytecie Alberty (1964–1965), następnie na Uniwersytecie w Toronto (od 1971). Od 1982 roku był redaktorem anglojęzycznej Encyklopedii Ukrainy (od 1989 roku redaktorem naczelnym).
Od 1982 roku był dyrektorem oddziału Kanadyjskiego Instytutu Studiów Ukraińskich Uniwersytetu Alberty w Toronto. W latach 1997–1999 był prezesem Towarzystwa Naukowego Szewczenki w Europie Zachodniej.